# Pluvianthus
Pluvianthus là một chi rêu trong họ Lejeuneaceae.